# Судно-цементовоз

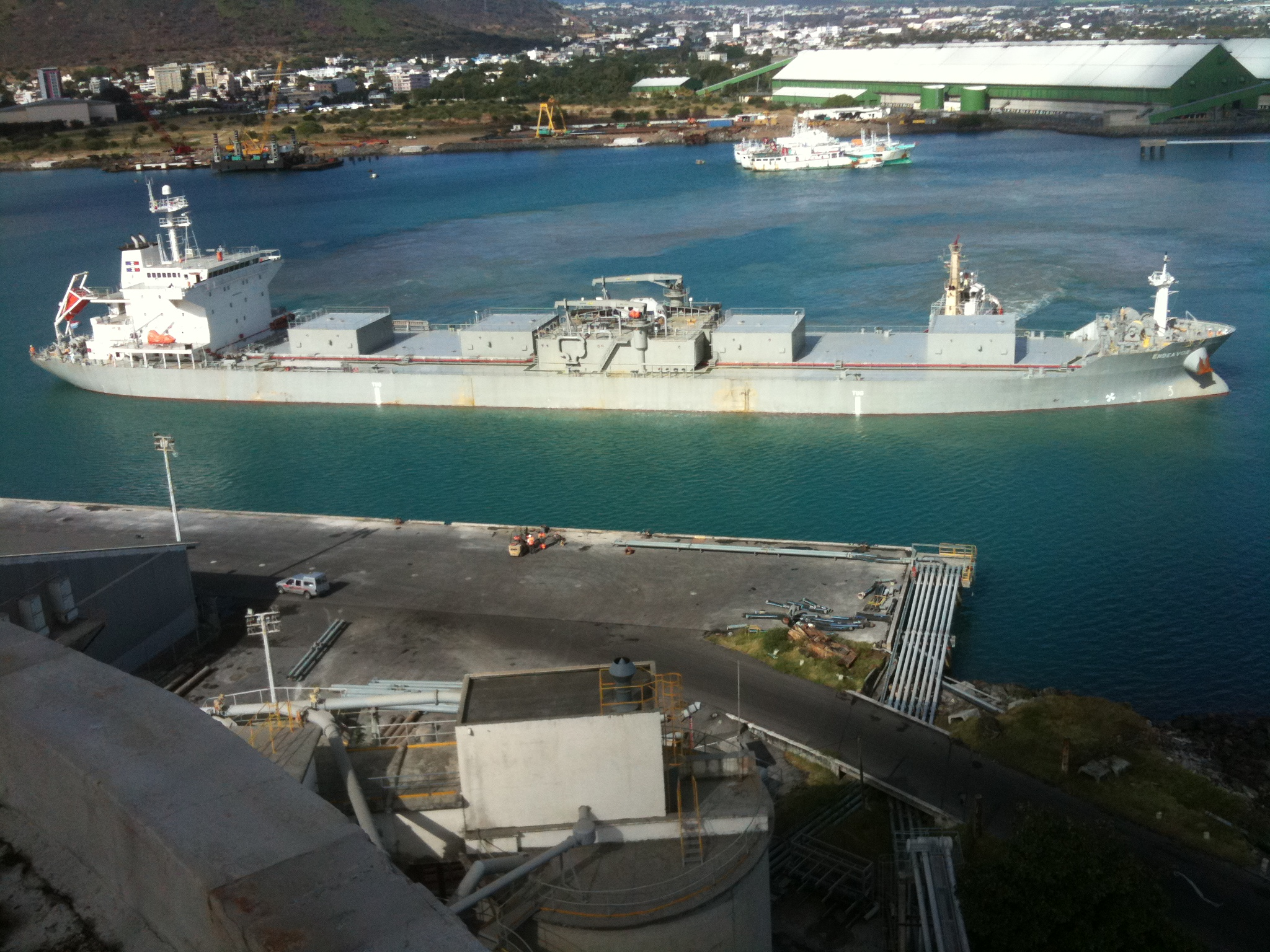
Судно-цементовоз «Endeavor» в Порт-Луи, Маврикий

Цементовоз — специализированное судно, предназначенное для перевозки бестарного цемента, а также иногда для перевозки других порошковых материалов, таких как окись алюминия или гипс. Такие суда имеют полностью герметичные трюмы и специальные механизмы для погрузки и выгрузки груза.
На конец 2009 года в мире насчитывалось около трехсот подобных судов дедвейтом от 1000 до 60000 тонн и ещё около 200 судов до 1000 тонн, ограниченных в плавании по внутренним путям.

## История создания и развитие
Резкий рост строительной индустрии в мире в XX веке привел к необходимости создания специализированного судна для перевозки цемента. Требования к такому судну были очень жесткие из-за специфических свойств цемента, таких как:
- гидрофильность;
- сильная пыльность;
- высокая абразивность;
- вредное воздействие на организм обслуживающего транспортировку персонала;
- трудности чистки трюмов и палубы после перевозки.

Цемент — это ярко выраженный влагорежимный груз, который следует оберегать от увлажнения. Под действием воды он теряет свои вяжущие свойства, превращается из порошка в монолит и не может быть использован по назначению. При этом он ещё и сильно пылящий груз. Несмотря на все принимаемые меры, мельчайшая цементная пыль покрывает все вокруг на расстоянии до 100—150 м от места проведения грузовых работ. Этот груз характеризуется высокими абразивными свойствами, попадая на трущиеся детали перегрузочных и других механизмов, он способствует ускорению их износа.
Цементовозы начали строить ещё в конце XIX века в США для работы на Великих озёрах Северной Америки. Самый старый цементовоз, который до сих пор работает в Северной Америке — St. Marys Challenger, спущенный на воду в 1906 году под именем «William P. Snyder». Судно грузоподъемностью 10250 тонн и с максимальной летней осадкой 6,63 м имеет 8 трюмов и вполне современную систему выгрузки с донной поддувкой груза (air slides), конвейерной лентой, ковшевыми элеваторами (bucket elevators) и бумом длиной 14,63 м.

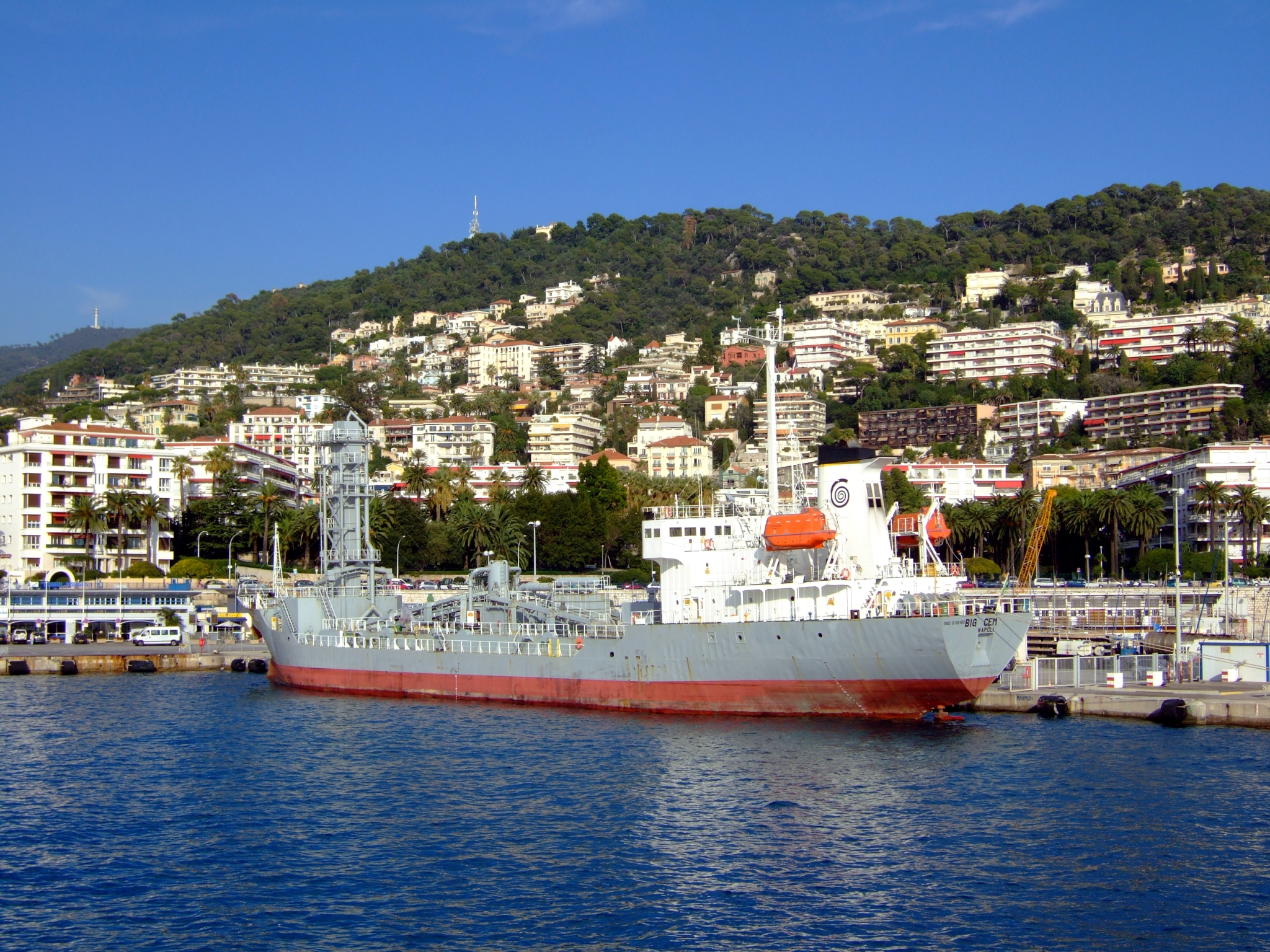
Судно-цементовоз «Big Cem» в Ницце, Франция.
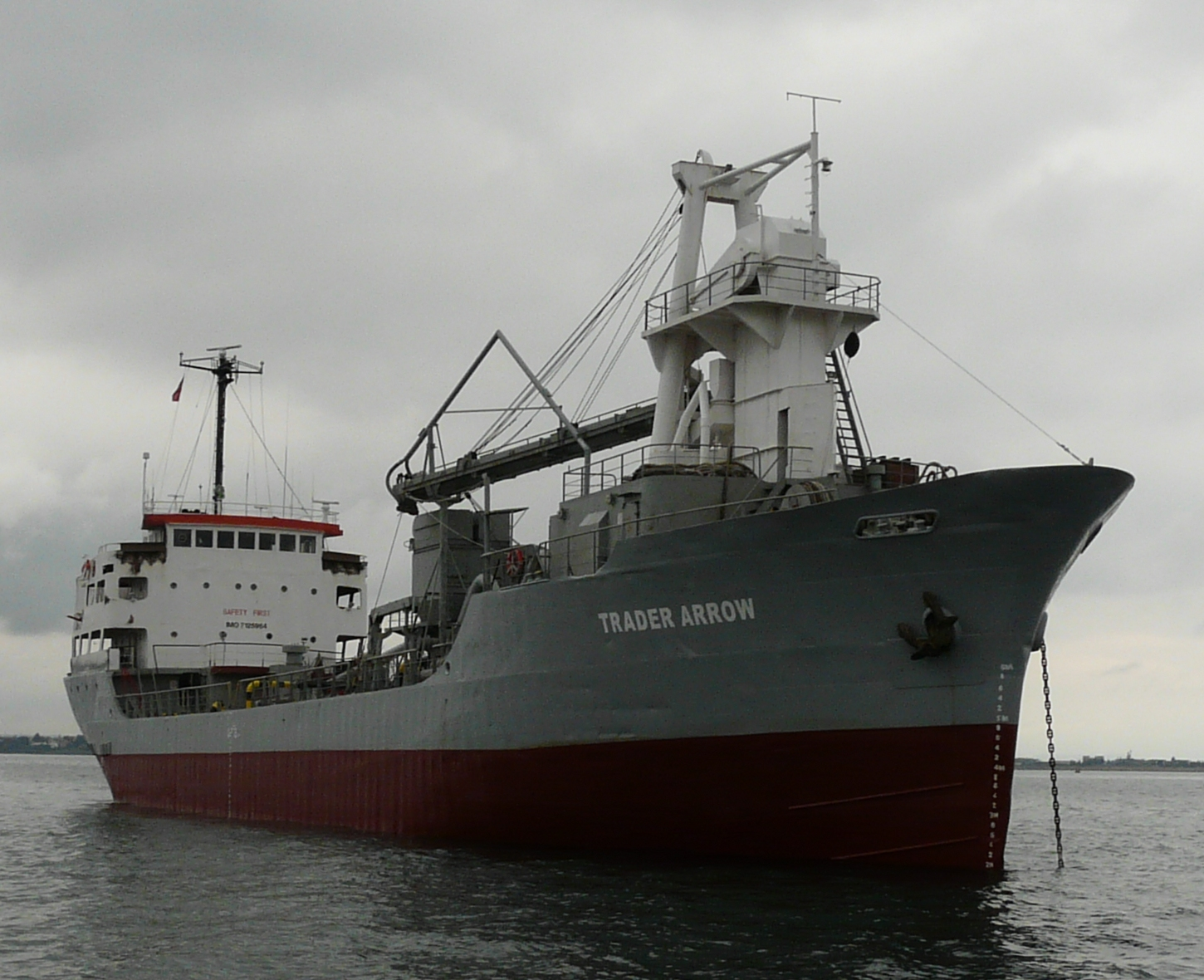
Цементовоз "Trader Arrow" на якоре у гавани турецкого судоремонтного завода Тузла.13 Марта 2009 года.

## Погрузка цементовозов

### Пневматическая погрузка

Установка гибкого шланга с борта цементовоза

При пневматической загрузке судна, цемент, смешанный с воздухом, под высоким давлением нагнетается в трюма судна из береговых силосов через систему стальных труб и гибких шлангов. Движение цемента внутри трубопровода достигается путём смешивания частиц цемента с воздухом. Когда эта смесь получает свойства жидкости, она становится транспортабельной на больших скоростях. На самом судне цемент по системе труб распределяется по трюмам. При погрузке система фильтров судна находится постоянно в работе для обеспечения удаления избыточного воздуха и легкого оседания цемента по всей площади трюма. Для получения наилучшего результата должны выполняться три необходимых условия :
- точки приёма цемента на борту судна должны иметь то же сечение и конфигурацию, что и береговая труба;
- судовая система фильтров должна быть соответствующей производительности, не меньшей, чем береговая система подачи цемента;
- на берегу и на судне необходимы краны и погрузочные устройства для установки и поддержания погрузочного шланга.[3]

### Механическая погрузка
При механической погрузке используется обычно судовой погрузчик — loader. Груз на него поступает по крытой конвейерной ленте. Loader может подсоединяться как непосредственно напрямую в трюм через горловины танков, так и через хоппера. Попадая сначала в хоппер, цемент затем по системе так называемых air slide распространяется по трюму, равномерно заполняя всё его пространство.
Погрузка через хоппера предпочтительнее, так как заполняется весь объем трюма, а не только пространство под горловиной при непосредственной погрузке.
При таком способе погрузки следует учитывать не только ограничивающую осадку, но и высоту надводного борта, так как береговой loader ограничен в высоте поднятия стрелы погрузчика. Также как и при пневматической погрузки судовая система фильтров должна работать, но с гораздо меньшей нагрузкой. При погрузке горловины танков и хопперов должны соответствовать сечению берегового погрузчика.

## Выгрузка цементовозов

### Пневматическая выгрузка
Одной из особенностей цемента является то, что при смешивании с воздухом он получает свойства жидкости. С помощью компрессоров в трюма подаётся воздух, который сжижает цемент. За счёт наклона дна трюма цемент собирается у одной или нескольких труб большого сечения. С помощью вакуумных насосов, шнеков, дополнительного поддува по этим трубам цементная пыль поступает в так называемый фильтр-танк, где цемент оседает, а воздух выходит в атмосферу. С помощью высокомощных компрессоров цемент с воздухом выталкивается в береговые сооружения для хранения по гибкому шлангу и системе труб.

## Преимущества и недостатки

### Преимущества
- решение проблемы сильной пыльности за счёт использования полностью герметизированной системы;
- исключение попадания воды на груз при транспортировки, погрузочно/выгрузочных работ;
- уменьшение расходов на чистку трюмов и содержание судна;
- уменьшение вреда экологии;
- уменьшение вреда здоровью обслуживающего персонала;
- уменьшение времени стоянки судна у причала при выгрузке.

### Недостатки
- необходимость в специальных портовых терминалах, системе труб, систем хранения (силосов);
- слабый уровень автоматизированных систем управления грузовыми работами;
- некомпетентность обслуживающего персонала;
- малая износостойкость материалов и механизмов из-за повышенной абразивности цемента.